# Liste des partis politiques en Équateur
Cet article dresse une liste des partis politiques de l'Équateur.
| Parti/Mouvement | Parti/Mouvement | Parti/Mouvement                               | Parti/Mouvement | Nº | Fondation | Positionnement | Idéologie                            | Leader                | Députés  | Préfets provinciales | Maires   |
| --------------- | --------------- | --------------------------------------------- | --------------- | -- | --------- | -------------- | ------------------------------------ | --------------------- | -------- | -------------------- | -------- |
|                 |                 | Mouvement Centre démocratique                 | CD              | 1  | 2012      | Centre         | Parti attrape-tout Pluralisme        | Guillermo Rodríguez   | 2 / 137  | 0 / 23               | 17 / 221 |
|                 |                 | Unité populaire                               | UP              | 2  | 2014      | Gauche         | Ultragauche Primordialisme           | Geovanni Atarihuana   | 1 / 137  | 1 / 23               | 13 / 221 |
|                 |                 | Parti société patriotique                     | PSP             | 3  | 2002      | Droite         | Populisme Personnalisme              | Lucio Gutiérrez       | 1 / 137  | 0 / 23               | 9 / 221  |
|                 |                 | Mouvement Peuple, Egalité et Démocratie       | PID             | 4  | 2022      | Centre         | Parti attrape-tout Pluralisme        | Arturo Moreno         | 14 / 137 | 0 / 23               | 6 / 221  |
|                 |                 | Mouvement de la Révolution citoyenne          | RC              | 5  | 2016      | Gauche         | Progressisme Anti-néolibéralisme     | Luisa González        | 51 / 137 | 8 / 23               | 50 / 221 |
|                 |                 | Parti social-chrétien                         | PSC             | 6  | 1951      | Droite         | Néolibéralisme Démocratie chrétienne | Alfredo Serrano       | 15 / 137 | 2 / 23               | 28 / 221 |
|                 |                 | Avanza Parti                                  | AVANZA          | 8  | 2012      | Droite         | Néolibéralisme Parti attrape-tout    | Javier Orti           | 2 / 137  | 0 / 23               | 17 / 221 |
|                 |                 | Gauche démocratique                           | ID              | 12 | 1970      | Centre gauche  | Social-libéralisme Social-démocratie | Analía Ledesma        | 0 / 137  | 1 / 23               | 10 / 221 |
|                 |                 | Mouvement AMIGO                               | AMIGO           | 16 | 2020      | Centre         | Parti attrape-tout Pluralisme        | Víctor Bravo          | 1 / 317  | 0 / 23               | 2 / 221  |
|                 |                 | Parti socialiste équatorien                   | PSE             | 17 | 1926      | Centre gauche  | Social-démocratie Pluralisme         | Gustavo Vallejo       | 0 / 137  | 1 / 23               | 7 / 221  |
|                 |                 | Mouvement de l'unité plurinational Pachakutik | MUPP            | 18 | 1995      | Gauche         | Indigénisme Ultragauche              | Guillermo Churuchumbi | 5 / 137  | 6 / 23               | 26 / 221 |
|                 |                 | Mouvement Démocratie oui                      | MDS             | 20 | 2018      | Centre droit   | Parti attrape-tout Pluralisme        | Gustavo Larrea        | 0 / 137  | 0 / 23               | 7 / 221  |
|                 |                 | Mouvement CREO                                | CREO            | 21 | 2012      | Droite         | Néolibéralisme Populisme de droite   | Esteban Bernal        | 0 / 137  | 0 / 23               | 17 / 221 |
|                 |                 | Parti SUMA                                    | SUMA            | 23 | 2012      | Droite         | Néolibéralisme Démocratie libérale   | Guillermo Celi        | 4 / 137  | 1 / 23               | 25 / 221 |
|                 |                 | Mouvement Construire                          | MC25            | 25 | 2012      | Droite         | Discours de haine Néolibéralisme     | Iván González         | 19 / 137 | 0 / 23               | 11 / 221 |
|                 |                 | Mouvement RETO                                | RETO            | 33 | 2012      | Centre droit   | Troisième voie Personnalisme         | Eduardo Sánchez       | 1 / 137  | 0 / 23               | 22 / 221 |